# Protoplasma

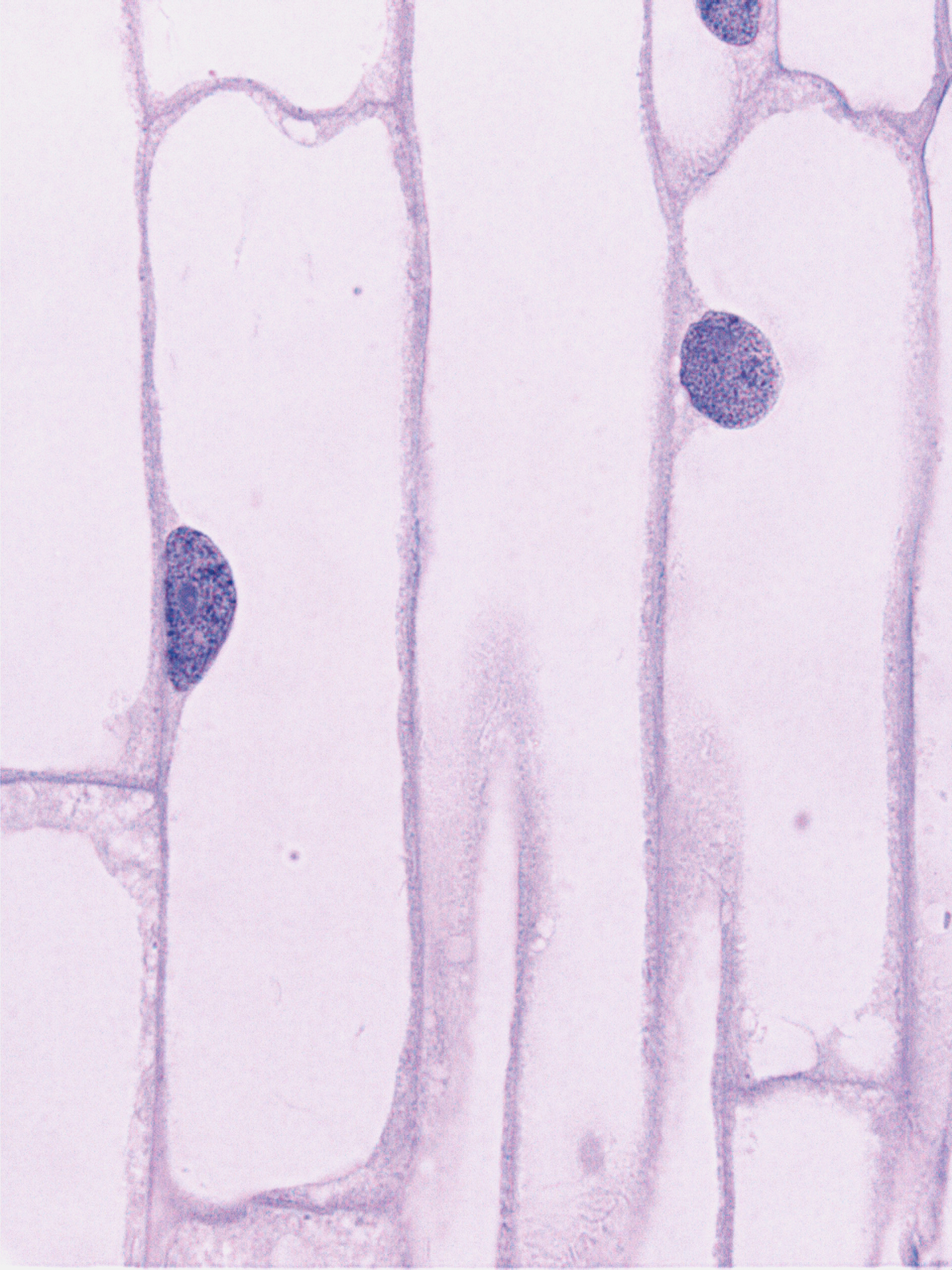
Protoplasma en las células.

El protoplasma es el material viviente de la célula, es decir, todo el interior de la célula (también el núcleo y el citoplasma). Está formado por los elementos y sustancias químicas que se encuentran en la naturaleza, formando los cuerpos o estructuras no vivientes. 
En estado coloidal el protoplasma está formado por las siguientes sustancias:
- Agua: 75 a 80 % del protoplasma, de funciones estructural, transportadora, termorregulador, disolvente, lubricante.
- Sales o electrolitos: de funciones estructurales y reguladoras de pH (nivel de acidez): K (potasio), Mg (magnesio), P (fósforo), S (azufre), Na (sodio), Cl (cloro).
- Proteínas: 10 a 15 % del protoplasma, son moléculas orgánicas de diferentes tamaños formadas por aminoácidos, su composición química es de carbono, hidrógeno, oxígeno y nitrógeno, lo que nos da una cadena de aminoácidos. Sus funciones son estructurales (uñas, cabello); hormonal (hormonas, por ejemplo insulina).
- Enzimas: compuestos de proteínas que aumentan la velocidad de una reacción química (catalizador biológico); y de transporte (transporte de oxígeno).
- Glúcidos: que son la fuente de combustible de las células y son moléculas que se componen de carbono, hidrógeno y oxígeno. Sus funciones son almacenar energía para la célula (como fuente primaria) y constituir las paredes celulares.
- Lípidos (grasas neutras, fosfolípidos, colesterol): que son sustancias insolubles en agua pero solubles en solventes orgánicos. Su composición química también es de carbono, hidrógeno y oxígeno. Sirven como reserva de energía, aislante térmico y para formar la membrana celular que le da protección a los órganos y estructuras celulares.

## Propiedades celulares
El protoplasma tiene 3 propiedades fisiológicas fundamentales, la irritabilidad, el metabolismo y la reproducción.
1. La irritabilidad es la capacidad del protoplasma de responder a un estímulo, lo que determina su posibilidad de adaptarse al medio ambiente.
2. El metabolismo es el proceso fundamental que caracteriza la vida y que comprende todas las reacciones químicas que tienen lugar en una célula. Algunas reacciones metabólicas están relacionadas con la síntesis del protoplasma (anabólicas) y otras intervienen en su desintegración (catabólicas), El metabolismo comprende una serie de procesos funcionales como la digestión, respiración, absorción y excreción.
3. La reproducción es la formación de nuevas células semejantes a la original, a través de mecanismos división directa o amitosis o división indirecta o mitosis; esta última es la que se observa con más frecuencia en las células animales. Además, existe una forma especial de división celular que ocurre en la etapa de maduración de las células sexuales o gametos, llamada meiosis.[1]